# Lingua ndebele del nord
La lingua ndebele del nord (nome nativo siNdebele o isiNdebele) è una lingua nguni parlata in Zimbabwe e Botswana dal popolo Ndebele.

## Distribuzione geografica
Secondo Ethnologue, la lingua ndebele del nord è parlata da circa 1,6 milioni di persone come lingua madre (dati del 2001), prevalentemente concentrati nella regione del Matabeleland nello Zimbabwe; alcuni nuclei di parlanti sono presenti nella parte nordorientale del Botswana. Lo ndebele del nord è una delle 16 lingue ufficiali dello Zimbabwe.

## Classificazione
Dal punto di vista classificatorio, viene considerata appartenente al sottogruppo delle 
lingue nguni (lingue bantu), analogamente ad altri importanti idiomi della zona come il xhosa e lo zulu, ai quali è simile; lo ndebele del sud, parlato in Sudafrica nella zona del Transvaal, è invece appartenente al sottogruppo delle lingue sotho-tswana.

## Fonologia
Nello ndebele del nord, similmente alle altre lingue nguni, sono presenti alcune consonanti clic, che si ritiene provengano dalla prolungata interazione con i parlanti delle lingue khoisan (lingue caratterizzate da una larga presenza di questo tipo di fonemi); i tre clic di base dello ndebele del nord sono il clic dentale (c), il clic laterale (x) e il clic alveolare (q).
|           |          | Bilabiale | Labio-dentale | Dentale/alveolare | Dentale/alveolare |             | Velare     | Glottidale |
| centrale  | laterale | Bilabiale | Labio-dentale |                   |                   |             | Velare     | Glottidale |
| --------- | -------- | --------- | ------------- | ----------------- | ----------------- | ----------- | ---------- | ---------- |
| Nasale    |          | m ⟨m⟩     |               | n ⟨n⟩             |                   | ɲ ⟨ny⟩      | ŋ ⟨ngh⟩    |            |
| Nasale    |          | mʱ ⟨m⟩    |               | nʱ ⟨n⟩            |                   | ɲʱ ⟨ny⟩     | ŋʱ ⟨ngh⟩   |            |
| Occlusiva |          | pʼ ⟨p⟩    |               | tʼ ⟨t⟩            |                   |             | k' ⟨k⟩     |            |
| Occlusiva |          | b ⟨bh⟩    |               | d ⟨d⟩             |                   |             | ɡ ⟨ɡ⟩      |            |
| Occlusiva |          | pʰ ⟨ph⟩   |               | tʰ ⟨th⟩           |                   |             | kʰ ⟨kh⟩    |            |
| Occlusiva |          | ᵐp ⟨mp⟩   |               | ⁿt ⟨nt⟩           |                   |             | ᵑk ⟨nk⟩    |            |
| Occlusiva |          | ᵐb ⟨mb⟩   |               | ⁿd ⟨nd⟩           |                   |             | ᵑɡ ⟨ng⟩    |            |
| Affricata |          |           |               | tsʼ ⟨ts⟩          |                   | tʃʼ ⟨tj⟩    | kxʼ ⟨kl⟩   |            |
| Affricata |          |           |               | tsʰ ⟨tsh⟩         |                   | tʃʰ ⟨tjh⟩   |            |            |
| Affricata |          |           |               |                   | dʒ ⟨j⟩            |             |            |            |
| Affricata |          |           |               | ⁿtsʼ ⟨nts⟩        |                   | ᶮtʃʼ ⟨ntjh⟩ | ᵑkxʼ ⟨nkl⟩ |            |
| Affricata |          |           |               |                   | ᶮdʒ ⟨nj⟩          |             |            |            |
| Fricativa |          |           | f ⟨f⟩         | s ⟨s⟩             | ɬ ⟨hl⟩            | ʃ ⟨sh⟩      |            | h ⟨h⟩      |
| Fricativa |          | βʱ ⟨b⟩    | vʱ ⟨v⟩        | zʱ ⟨z⟩            |                   | ʒʱ ⟨zh⟩     | (ɣʱ ⟨k⟩)   | (ɦ ⟨h⟩)    |
| Fricativa |          | β ⟨b⟩     |               |                   | ɮ ⟨dl⟩            |             | (ɣ ⟨k⟩)    |            |
| Fricativa |          |           | ᶬf ⟨mf⟩       | ⁿs ⟨ns⟩           | ⁿɬ ⟨nhl⟩          |             |            |            |
| Fricativa |          |           | ᶬv ⟨mv⟩       | ⁿz ⟨nz⟩           | ⁿɮ ⟨ndl⟩          |             |            |            |
| Sonora    |          | w ⟨w⟩     |               | r ⟨r⟩             | l ⟨l⟩             | j ⟨y⟩       |            |            |
| Sonora    |          | wʱ ⟨w⟩    |               |                   | lʱ ⟨l⟩            | jʱ ⟨y⟩      |            |            |

Molte consonanti possono risultare allofoni depressi (o sussurrati), le consonanti alveolari, t, d e n, possono avere allofoni dentalizzati di [t̪ʼ, d̪, n̪]. Le consonanti k e h possono dare origine ad allofoni di [ɣ, ɣʱ] e [ɦ].
Il suono Ndebele /t͡ʃ/ corrisponde al suono Zulu /ʃ/.

### Consonati click
|          |          | dento-alveolare | Postalveolari | Postalveolari |
| centrale | laterale | dento-alveolare |               |               |
| -------- | -------- | --------------- | ------------- | ------------- |
| Click    |          | kl ⟨c⟩          | k! ⟨q⟩        | kǁ ⟨x⟩        |
| Click    | aspirata | kǀʰ ⟨ch⟩        | k!ʰ ⟨qh⟩      | kǁʰ ⟨xh⟩      |
| Click    |          | ɡǀʱ ⟨gc⟩        | ɡ!ʱ ⟨gq⟩      | ɡǁʱ ⟨gx⟩      |
| Click    |          | ŋǀ ⟨nc⟩         | ŋ! ⟨nq⟩       | ŋǁ ⟨nx⟩       |
| Click    |          | ŋǀʱ ⟨ngc⟩       | ŋ!ʱ ⟨ngq⟩     | ŋǁʱ ⟨ngx⟩     |

In Ndebele del nord ci sono circa 15 consonanti click.
I cinque click che sono scritti con una C [i] sono creati mettendo la punta della lingua contro i denti superiori anteriori e le gengive, il centro della lingua è depresso e la punta della lingua è tirata all'indietro, il suono finale risulta simile al suono che si fa in inglese quando si vuole esprimere fastidio.
Alcuni esempi sono cina (fine) e cela (chiedere).
I cinque click che sono scritti con la q [!] sono creati facendo toccare il dietro della lingua con il palato soffice e la punta e i lati con le gengive, il suono che ne esce risulta come il ''POP'' di quanto togliamo il tappo di una bottiglia.
Alcuni esempi sono qalisa (inizio) e qeda (fine).
I cinque click che sono scritti con la x [ǁ] sono creati mettendo il dietro della lingua sul palato soffice e la punta e i lati sulle gengive, un lato viene rapidamente spostato.
Alcuni esempi sono xoxa (discutere, parlare) e ixoxo (rana)

### Vocali
Ci sono circa 5 fonemi vocalici scritti con lelettere a, e, i, o, u
- a si pronuncia [a] come in italiano; es. abantwana (bambini)
- e si pronuncia [ɛ] come in italiano; es. emoyeni (nell'aria)
- i si pronuncia [i] come in italiano; es. siza (aiuto)
- o si pronuncia [ɔ] o [o] come in italiano; es. okhokho (antenati)
- u si pronuncia [u] come in soon in inglese o une in francese; es. umuntu (persona)

## Esempi

### Mesi dell'anno in Ndebele del Nord
| Italiano  | Ndebele del Nord () |
| --------- | ------------------- |
| Gennaio   | uZibandlela         |
| Febbraio  | uNhlolanja          |
| Marzo     | uMbimbitho          |
| Aprile    | uMabasa             |
| Maggio    | uNkwenkwezi         |
| Giugno    | uNhlangula          |
| Luglio    | uNtulikazi          |
| Agosto    | uNcwabakazi         |
| Settembre | uMpandula           |
| Ottobre   | uMfumfu             |
| Novembre  | uLwezi              |
| Dicembre  | uMpalakazi          |

### Numeri in Ndebele del Nord
| Italiano | ndebele del Nord   |
| -------- | ------------------ |
| Uno      | Kunye              |
| Due      | Kubili             |
| Tre      | Kuthathu           |
| Quattro  | Kune               |
| Cinque   | Kuhlanu            |
| Sei      | Isithupha          |
| Sette    | Isikhombisa        |
| Otto     | Sitshiyagalombili  |
| Nove     | Sitshiyagalolunye  |
| Dieci    | Kulitshumi         |
| Quindici | Amatshumi amahlanu |
| Cento    | Ikhulu             |
| Mille    | Inkulungwane       |

### Giorni della settimana in Ndebele del nord
| Italiano  | Ndebele del Nord |
| --------- | ---------------- |
| Lunedì    | uMvulo           |
| Martedì   | Olwesibili       |
| Mercoledì | Olwesithathu     |
| Giovedì   | Olwesine         |
| Venerdì   | Olwesihlanu      |
| Sabato    | uMgqibelo        |
| Domenica  | iNsonto          |

## Sistema di scrittura
Lo ndebele del nord si scrive utilizzando un alfabeto latino.